# Barberena
Barberena est une ville du Guatemala située dans le département de Santa Rosa.